# フランチェスコ・ディ・ジョルジョ・マルティーニ

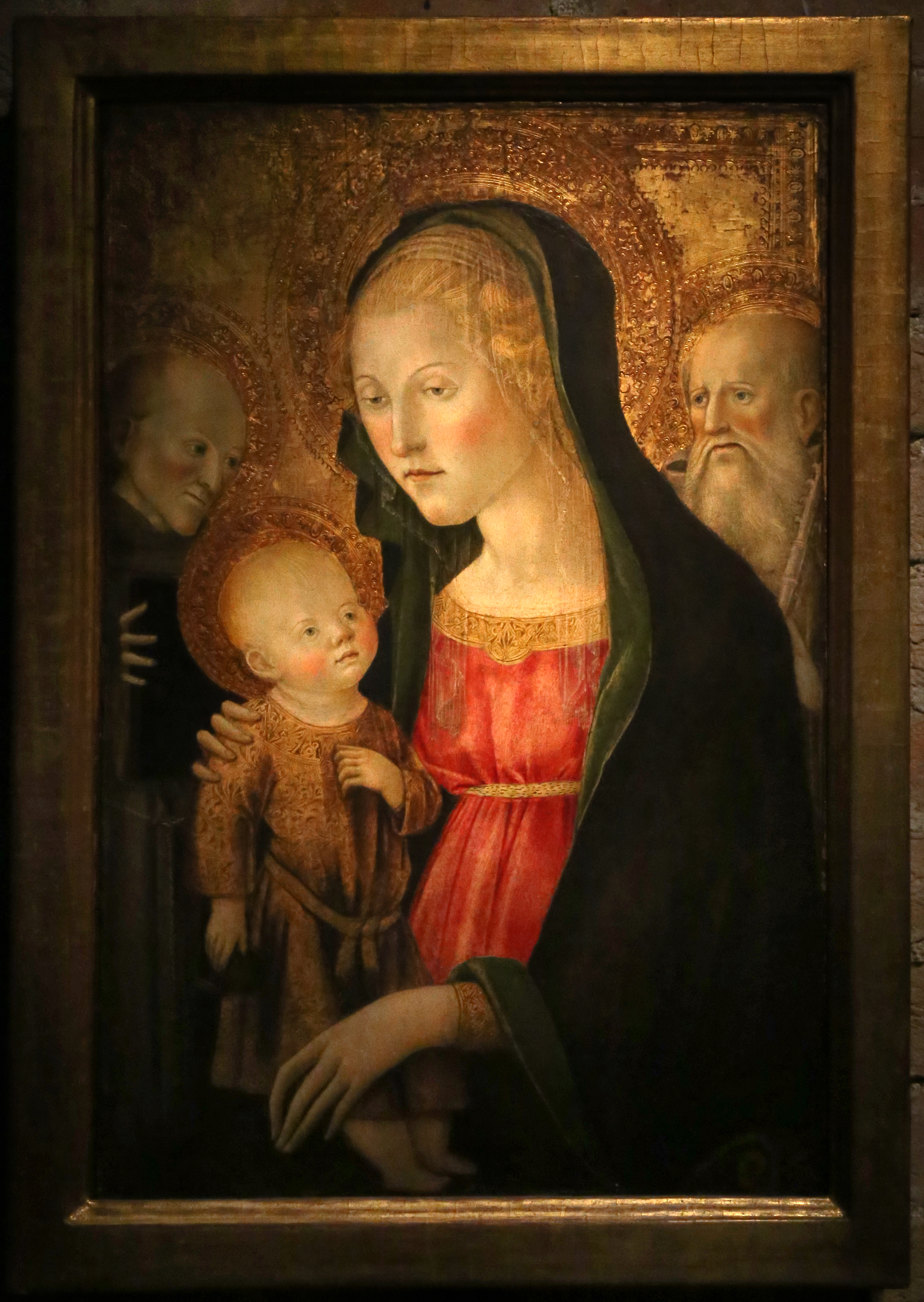
madonna col bambino

フランチェスコ・ディ・ジョルジョ・マルティーニ（Francesco di Giorgio Martini, 1439年9月23日 - 1501年11月29日）は、イタリア初期ルネサンスの彫刻家・画家・建築家・建築理論家・軍事技術者。特に理論家として大きな影響力を持った。

## 生涯
家禽商人の子としてシエナに生まれ、彫刻家および画家として修行した。1477年頃にウルビーノに移り、軍事技術者としてフェデリコ・ダ・モンテフェルトロに仕えた。
当時のウルビーノは文化的にイタリアで最高水準にあり、城塞の形態を取らない初期の宮殿・ドゥカーレ宮殿やその中にヨーロッパ一の品ぞろえがった図書館（マルティーニより一足早くミラノに招聘されていたパチョーリも利用していた）があった。
軍事技術者として、また構造設計者としても評判が高かった。
1490年、5月ミラノ公、ジャン・ガレアツォ・スフォルツァに招かれる（ミラノ到着は6月）。ミラノ大聖堂のティブリオ（十字型通路の交差部分の天井の塔、ここではロンバルディア地方に特徴的な八角形の塔を予定していた）問題に最終的な解決をもたらすものとして期待される。この問題は数名の建築家が失敗し、建設コンペにはレオナルド・ダ・ヴィンチが案を出して参加し、ブラマンテが案をまとめる役を行っている。レオナルドは四本の柱をメインとして12本の柱に重荷を分散させる案を出す（模型を作り、実際手稿にも思索過程が残っている。またブラマンテも示唆していた）が採用されず、最終的にマルティーニがそれを生かした上での結論を出す。
6月21日パヴィーア滞在中のルドヴィーゴ・スフォルツァがマルティーニとレオナルドをミラノから呼びつけている。しかし2人の用務に関する記録は残っておらず、ルドヴィーゴの目的はパヴィーア大聖堂（ブラマンテが設計）の平面形式から長軸式への変更に関する意見を募ったと推測される。

## 絵画作品
- 聖母戴冠（1472年、シエナ国立美術館）[:nl]
- 生誕（1490年、シエナ、サン・ドメニコ聖堂）[:it]

## 建築論、作品
●1482年に『市民建築および軍事建築に関する理論書』（Trattato di Architettura civile e militare）を著している。この理論書は写本として流布した。
また、レオナルド・ダ・ヴィンチが生前に所有していた116冊の書物の中で、唯一現存している書物がこの著作である。レオナルドが所有していた根拠として鏡文字によるメモがあるためである。ただし、メモと本文は無関係であるもの多い。
その建築書（ウィトルウィウス的人体図を含む）はレオナルドに大きな影響を与えたと考えられている。
●実作では、ウルビーノのパラッツォ・ドゥカーレの建設に携わったとされるが、どの部分を設計したかについては議論がある。その他、ミラノ大聖堂のティブリオ（最終設計）、コルトーナのサンタ・マリア・デル・カルチナーイオ教会堂を設計した。これ以外の建築家としての経歴は記録は残っていない。多くの作品を設計したとされるが、今日では不明である。